# Kościół św. Jana Chrzciciela we Wsielubiu
Kościół św. Jana Chrzciciela, obecnie św. Kazimierza, we Wsielubiu – drugi najstarszy zabytek architektury stylu gotyckiego na terenie Białorusi (za Basztą Kamieniecką). Obecnie po przebudowie z XIX wieku jest w stylu neogotyckim.

## Historia
Faza gotycka
Przypuszczalnie pierwszy kościół około roku 1413 ufundował Jan Niemira, koniuszy Wielkiego Księcia Witolda, namiestnik połocki, właściciel dóbr Wsielub, który wraz z innymi panami litewskimi wyznania rzymskokatolickiego uczestniczył w Unii horodelskiej w 1413 roku, na mocy której został adopotowany przez biskupa krakowskiego Wojciecha Jastrzębca do herbu Jastrzębiec. Według innych źródeł, świątynię zbudował jego syn Andrzej Niemira (Andruszka Niemirowicz) w 1433 r. (data ta jest uważana za oficjalną datę powstania kościoła, ten rok podaje również inwentarz z 1867 r.). Historyk Ochmański za datę powstania świątyni podaje rok 1471, a za jego fundatora – drugiego syna Jana Niemiry - Mikołaja Niemirowicza, namiestnika witebskiego i smoleńskiego. Historyk T. Jaszczołt zwraca jednak uwagę, że datę fundacji kościoła można dokładnie określić na rok 1422 na podstawie zachowanych wzmianek w regestrze archiwum radziwiłłowskiego o dokumencie fundacyjnym Niemirowiczów. Dokument ten pod koniec XVI wieku znalazł się w posiadaniu Radziwiłłów wyznania kalwińskiego, a został zniszczony prawdopodobnie w XVII wieku w celu zapobieżenia przejęciu go z powrotem przez katolików. Najprawdopodobniej też głównym bądź jedynym fundatorem kościoła katolickiego we Wsielubiu był Andruszka Niemirowicz, natomiast jego brat Mikołaj Niemirowicz był fundatorem kościołów w Iszkołdzi (drugim najstarszym zachowanym kościołem na Białorusi) i Nieświeżu.
Kościół został wzniesiony w pierwszej połowie XV w. pw. św. Jan Chrzciciela i miał spełniać także funkcję nekropolii rodowej Niemirowiczów. Choć istnieje pewność tylko co do pochówku w nim Anny Niemirowiczówny, córki Wacława i bratanicy hetmana Andrzeja Jakubowicza Niemirowicza, to prawdopodobniej spoczywają w nim też starsi przedstawiciele tego rodu. W swym pierwotnym wyglądzie świątynia ta się jednak nie zachowała. Na początku była to prostokątną salą z pięciobryłową apsydą, skierowana na wschód, z jedną zakrystią z północnej strony. Ściany, wyłożone z zewnątrz z cegieł, posiadały wzmocnione przypory. Nad całym wnętrzem górowały gwiaździste sklepienia, oparte na kolumnie w centrum kościoła.
W poł. XVI w. ówczesny właściciel części Wsielubia, wojewoda połocki Stanisław Stanisławowicz Dowojno, ufundował ołtarze boczne - Przenajświętszej Trójcy (w 1543 r.) oraz św. Jerzego (1545 r.), tworząc przy nich altarie. W roku 1576 Wsielub stał się po części własnością protestanta Mikołaja Radziwiłła Rudego, który świątynię katolicką zamienił na zbór kalwiński. W 1642 r. świątynia wróciła do kościoła katolickiego. 
Faza barokowa
W 2. poł. XVII wieku kościół w znacznym stopniu został przekształcony: rozebrano murowane sklepienia nad nawą główną i przypory bocznych fasad i apsydy. Z zewnątrz ściany otynkowano, dach pokryto płaską, a później – falistą dachówką. W 1710 roku dobudowano kruchtę do wejścia głównego. Odnowioną świątynię pod nowym wezwaniem Świętego Kazimierza, w dniu 1 listopada 1788 roku poświęcił kanonik inflancki i smoleński ks. Tadeusz Łappo. W XVIII wieku kościół został otynkowany z zewnątrz, jak i wewnątrz i została położona podłoga z cegły. Nad nawą wznosił się drewniany sufit, natomiast w prezbiterium i zakrystii zachowały się dawne sklepienia. Świątynia była pokryta gontem, a nad dachem wznosiła się sygnaturka. Kruchta pełniła rolę wejścia głównego. Wnętrze świątyni zdobiły trzy ołtarze ufundowane przez kasztelana nowogródzkiego Antoniego Nowosielskiego: główny – Ukrzyżowania, lewy – św. Kazimierza (z obrazem Matki Bożej, oznaczony 22 wotami), prawy – św. Jana Chrzciciela. Później został ufundowano czwarty ołtarz, poświęcony św. Antoniemu. Pod kościołem mieściła się krypta.
Faza neogotycka
Ponowny remont świątyni miał miejsce w latach 1790–1810. Fasada główna została przebudowana w stylu neogotyckim. Nad kruchtą wznosiła się stroma dwupoziomowa ośmioboczna na planie kwadratu wieża-dzwonnica w kształcie namiotu. Boczne skosy fasad uwieńczone były spiczastymi pinaklami. Prawdopodobnie wówczas została dobudowana do świątyni południowa zakrystia. Chór nad wejściem, na których umieszczono organy na 10 głosów, opierały się o dwie doryckie kolumny.
W 1930 r. kościół św. Kazimierza był remontowany ze środków hrabiego O’Rourkego i wtedy dach pokryto blachą. Po 1945 roku kościół został zamknięty, a parafia katolicka została przez władze komunistyczne zlikwidowana w 1960 roku. Wkrótce budynek świątyni spłonął podczas pożaru, którego gaszenia zakazał kierownik kołchozu.
Odbudowa świątyni rozpoczęła się dopiero po 1990 roku dzięki staraniom ówczesnego proboszcza parafii nowogródzkiej, a obecnego ks. bpa Antoniego Dziemianki. Kościół został ponownie poświęcony 14 września 2002 roku. W 2003 roku zostały ustanowione ołtarze: główny – Ukrzyżowania, lewy boczny – Matki Bożej, zaś prawy – św. Kazimierza. Przed wejściem do kościoła została ustawiona kapliczka-grota z figurą Matki Bożej z Lourdes, przed którą klęczy Bernadetta.

## Otoczenie
- Teren przykościelny został otoczony kamiennym murem z trzyczęściową bramą przed kościołem. Z lewej strony świątyni stała ośmioboczna barokowa dzwonnica.
- Za kościołem ostatni właściciel miasteczka Józef O'Rourke zbudował kaplicę grobową w stylu klasycystycznym z portykiem.
- Obok świątyni, naprzeciwko bramy, stała drewniana dzwonnica z trzema dzwonami: „dużym, średnim oraz małym”.
- Drewniana plebania została zbudowana w 1804 roku.

## Galeria

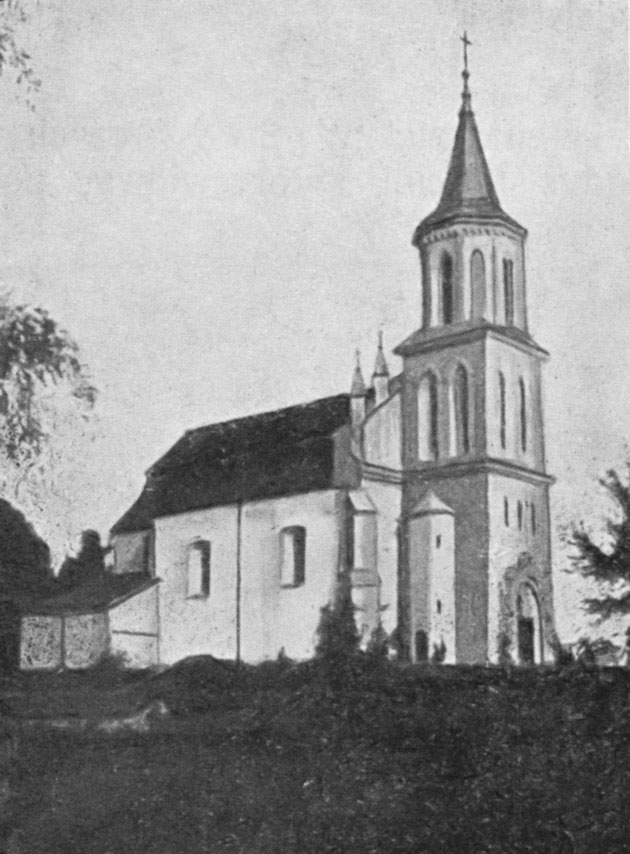
Kościół w 1914
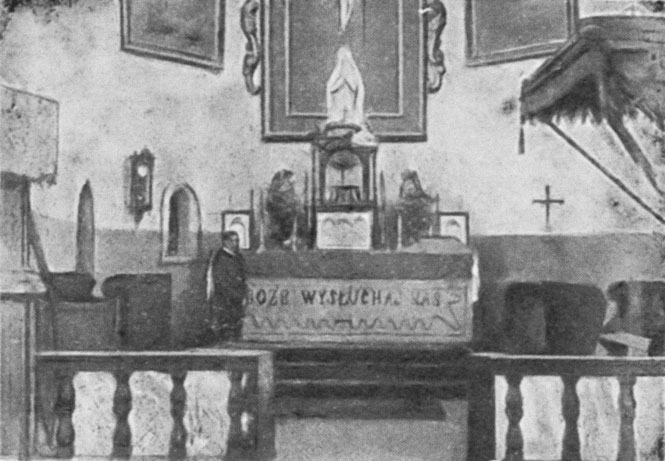
Ołtarz w 1914
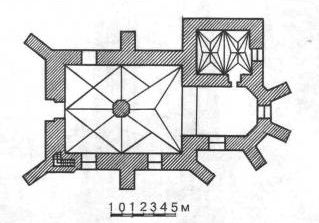
Plan kościoła w fazie gotyckiej
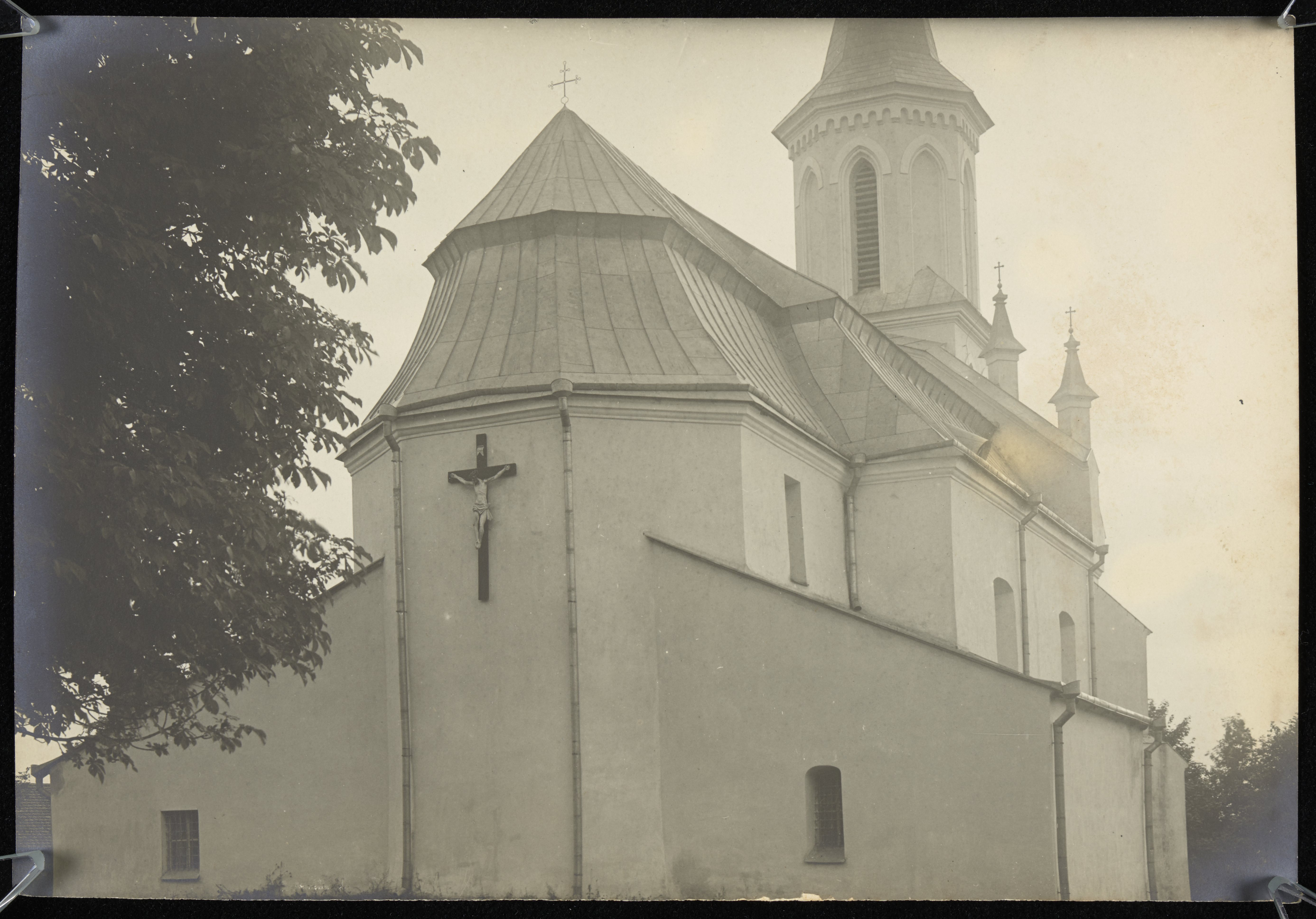
Prezbiterium na pocz. XX wieku
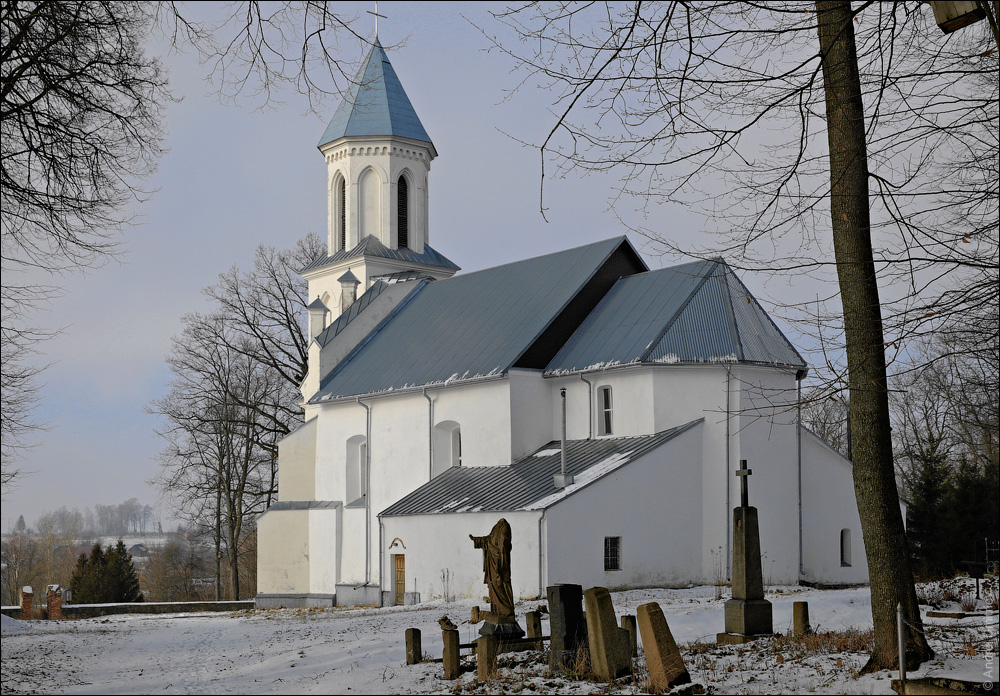
Kościół od strony prezbiterium (2015)